# Armored Core 3
Armored Core 3 (アーマード・コア3?, Āmādo Koa 3) è un videogioco mecha in terza persona del 2002 sviluppato da FromSoftware per PlayStation 2. È il sesto capitolo della serie Armored Core. Armored Core 3 funge da riavvio per il franchise e inizia una trama che continuerà attraverso Armored Core: Last Raven. Nel 2009, Armored Core 3 è stato portato su PlayStation Portable.
Come riavvio del franchise, Armored Core 3 riporta l'ambientazione all'ambientazione post-apocalittica della precedente trilogia PlayStation. Il giocatore è un mercenario in un futuro in cui l'umanità è stata portata sottoterra ed è governata da una potente intelligenza artificiale chiamata "The Controller". Nonostante il governo del Controllore, le corporazioni si combattono per il dominio.
Armored Core 3 è sostanzialmente invariato rispetto al suo predecessore. I giocatori gestiscono unità di mech che possono personalizzare con i crediti guadagnati completando le missioni e combattendo in un'arena. La personalizzazione si estende a ogni aspetto dell'unità Armored Core di un giocatore, comprese le singole parti, armi, vernice ed emblema. Le modalità multiplayer locali consentono a un massimo di 4 giocatori di combattere tra loro con i loro nuclei corazzati personalizzati.

## Trama
Armored Core 3 funge da riavvio per il franchise di Armored Core, ma conserva molti elementi simili all'originale Armored Core. Ambientato in un futuro post-apocalittico, Armored Core 3 raffigura un mondo in cui l'umanità ha iniziato a vivere sotto la superficie terrestre dopo che una catastrofica guerra nucleare globale è scoppiata in superficie. Gli esseri umani sopravvissuti formarono una società sotterranea chiamata "Layered". Layered è governato da un'intelligenza artificialenoto come "The Controller", che detta quasi tutto ciò che accade nel mondo. Le due principali società, Mirage e Crest Industries, e una relativamente più piccola, Kisaragi, si contendono il dominio e il controllo sulla terra e sui beni a Layered. All'inizio del gioco, The Controller sembra subire frequenti errori, il che ha portato a una crescita del supporto per un gruppo ribelle, noto come Union, che desidera rovesciare The Controller.
Il giocatore assume il ruolo di un Raven, mercenari registrati presso l'organizzazione neutrale Global Cortex. Nel corso del gioco, al giocatore vengono fornite missioni per le varie fazioni da Laine Meyers, il manager del giocatore, e il giocatore può scegliere chi supportare. Nelle missioni successive, viene rivelato che il Controllore sta manipolando le varie fazioni per distruggere le infrastrutture e i sistemi di supporto per Layered, portando a uno scontro diretto con il Controllore. Dopo che il giocatore lo ha distrutto, un programma di emergenza apre le porte blindate di Layered e consente l'accesso alla superficie per la prima volta da secoli.

## Modalità di Gioco
Armored Core 3 continua le meccaniche di base della serie. I giocatori pilotano unità Core corazzate, enormi mech personalizzabili. Per guadagnare denaro per personalizzare il proprio Armored Core, i giocatori devono completare le missioni per tre grandi società. Questo denaro può quindi essere utilizzato per armi, oggetti e parti per migliorare il loro Armored Core.
Le missioni, come nei titoli precedenti, si concentrano sul completamento degli obiettivi e sulla distruzione dei nemici. I costi delle missioni come le riparazioni e la fornitura di munizioni vengono automaticamente detratti dalla ricompensa. I briefing vocali prima delle missioni forniscono una piccola quantità di storia sulla missione.
Ritornata dopo una rimozione in Another Age, l'Arena è una modalità di gioco in forma libera che consente ai giocatori di combattere altri piloti per salire di grado. Vincere le partite dell'Arena può fornire ai giocatori crediti e parti che possono essere utilizzate sulla loro unità Armored Core.
Come le sue precedenti controparti, Armored Core 3 ospita una modalità multiplayer locale che consente ai giocatori di combattere i propri amici tramite schermo diviso o console collegata con un cavo Sony I-Link Fire Wire. Come nuova funzionalità, il cavo Fire Wire consente a un massimo di 4 giocatori di collegare le proprie console anziché al massimo di 2 giocatori precedente. È inclusa una modalità bot offline per combattere gli avversari controllati dal computer.
Come nuova funzionalità, Armored Core 3 supporta i mouse USB per il design degli emblemi. Ulteriori caratteristiche includono alleati controllati dal computer che aiutano nelle missioni e armi rimovibili. "'Armored Core 3 supporta anche il suono surround Dolby Pro Logic II.

## Rilascio
Armored Core 3 è stato inizialmente rilasciato in Giappone per Sony PlayStation 2 il 4 aprile 2002. FromSoftware ha collaborato con Agetec che ha rilasciato una versione nordamericana il 5 settembre 2002. Una versione europea è stata rilasciata in collaborazione con Metro3D il 30 maggio 2003.

### Armored Core 3 Portable
Armored Core 3 è stato ripubblicato per PlayStation Portable come Armored Core 3 Portable. In Giappone è stato rilasciato il 30 luglio 2009. Una versione nordamericana è stata rilasciata il 21 ottobre 2009, mentre una versione europea è stata rilasciata il 19 maggio 2010. La riedizione includeva supporto widescreen e una modalità multiplayer ad hoc.

## Accoglienza
La versione PlayStation 2 di Armored Core 3 ha ricevuto recensioni "misti o nella media", mentre la versione PlayStation Portable ha ricevuto "recensioni generalmente sfavorevoli", secondo il sito web dell'aggregatore di recensioni Metacritic. In Giappone, Famitsu ha assegnato alla precedente versione per console un punteggio di 34 su 40.
I critici hanno ricevuto positivamente la varietà di obiettivi della missione e la continua profondità di personalizzazione del franchise, ma non sono rimasti colpiti dalla natura incrementale del gioco, dalla storia barebone e dai continui problemi di controllo. Martin Taylor di Eurogamer ha definito la varietà di obiettivi "impressionante", anche se in seguito ha aggiunto: "Purtroppo, la prevalenza di missioni che ti fanno arrancare per le strade o in vari edifici industriali inizia a diventare noiosa e monotona" a causa di "luoghi poco interessanti". Per quanto riguarda il gameplay complicato del gioco, Shawn Sanders di Game Revolution ha affermato che "nessuno è stato in grado di competere con la complessità e la profondità della serie Armored Core ".
La mancanza di aggiornamenti significativi all'esperienza principale è stata un punto dolente per molti revisori. In una recensione mista, David Smith di IGN ha scritto: "From Software potrebbe fare molto di più con questi giochi, e invece sembra impegnato a fare la stessa dannata cosa ancora e ancora". GameSpot ha definito il design "datato" e ne ha criticato la "presentazione poco spettacolare".
Come nei titoli precedenti, è stata criticata la mancanza di profondità della storia del gioco. Dylan Parrotta di GameZone ha definito la storia "sottosviluppata nella migliore delle ipotesi e totalmente incomprensibile nella peggiore". I controlli obsoleti e prepotenti sono stati particolarmente derisi dai revisori. Discutendo della mancanza di un doppio controllo analogico, Martin Taylor di Eurogamer ha affermato: "Questa svista lampante nello schema di controllo ostacola il giocatore molto più di quanto dovrebbe e rende di per sé un compito il prendere di mira i nemici sul tetto o in volo".